# Истинное слово

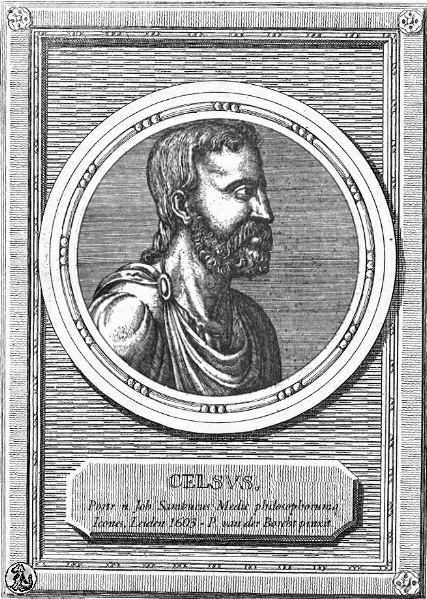
Предположительно портрет Цельса

«И́стинное сло́во», также «Правди́вое сло́во» (др.-греч. Λόγος ἀληθής) — не сохранившееся до наших дней сочинение римского философа-платоника Цельса, широко образованного писателя второй половины II века, одного из самых известных античных критиков христианства. Написано около 150 года.
О самом Цельсе и его труде известно в основном лишь по цитатам в книге Оригена «Против Цельса» в которой он подвергает критике выпады Цельса с позиций зрения глубоко верующего христианина.
Первый опыт реконструкции книги Цельса по апологии Оригена принадлежит Кайму (1873 год). Ориген, цитируя Цельса, нигде не указывает главы, или части, или «книги» цитируемого произведения и поэтому в отношении рубрикации «Истинного слова» реконструкции столь же гадательны, как и в отношении самого текста. Однако, исходя из цитирования Оригеном постулатов Цельса, имеется возможность приблизительно восстановить основные мысли.

## Содержание труда
Приблизительные постулаты против христиан из книги «Истинное слово»:
- Христиане представляют собою противозаконную организацию, учение их — варварское и к тому же не оригинальное. Иисус творил чудеса при помощи колдовства. Христиане слепо веруют, не слушаясь веления разума. Иудаизм, из которого выросло христианство, отличается нетерпимостью, стремлением обособиться от всех. Христианство — учение новое, имеющее последователей лишь среди невежд.
- Иисус — не мессия, сказки о непорочном зачатии заимствованы из эллинской мифологии. Иисус не обладает чертами бога и не совершил ничего божественного. Все пророчества об Иисусе не имеют к нему никакого отношения. Приписываемые Иисусу чудеса, его смерть и воскресение — нелепые, противоречивые сказки, которые можно без труда опровергнуть.
- Христианство откололось от иудаизма и не перестаёт раскалываться на всё новые секты. Не содержа в себе ничего нового, оно ищет адептов среди низших, необразованных слоёв населения. Проповедники христианства — обманщики. Учение о воплощении — бессмыслица. Оно противоречит идее благого и всемогущего бога, которому не подобает облечься в низменную плоть и претерпеть пытки и казнь. Да и не для чего богу сходить на землю и пострадать ради людей, ибо человек — не центр творения. Библия — собрание заимствованных из разных источников нелепых сказаний.
- Христианское непротивление злу заимствовано у Платона, учение о царстве Божьем — исковерканное учение платоников, митраистов и персидских магов. Учение о Дьяволе восходит к неправильно понятым мыслям Гераклита о борьбе как принципе вселенной. Космогония христиан полна противоречий и несообразностей, пророчества об Иисусе — фальсификация; учение о воскресении мёртвых — противоестественно, противоречит идее бога и является превратным толкованием мыслей Платона.
- Необходимо относиться с уважением к официальному культу. Почитание государственных богов, или демонов, вполне совместимо с христианством.
- Христиане должны найти как-нибудь общий язык с эллинизмом и участвовать в государственной жизни наравне с прочими гражданами[2].

В своём сочинении Цельс собрал все мысли, высказываемые в его время в опровержение христианства языческими учёными и не ограничивается лишь насмешками над христианством, а старается посредством научных и философских приёмов доказать его несостоятельность. Для достижения этой цели Цельс читал Библию.
Цельс критиковал христианство с точки зрения античной государственной языческой религии, а также широко понимаемой стоической морали, и считал варварством факт того, что христиане поклоняются «схваченному и казнённому». Интересно, что Цельс не сомневался в историческом существовании Иисуса Христа: «Совсем недавно, проповедовал он это учение, и христиане признали его сыном божиим». В другом месте своего сочинения Цельс, очевидно пользуясь какими-то неизвестными апокрифами, замечает, что «евреи восстали против государства иудейского и последовали за Иисусом».

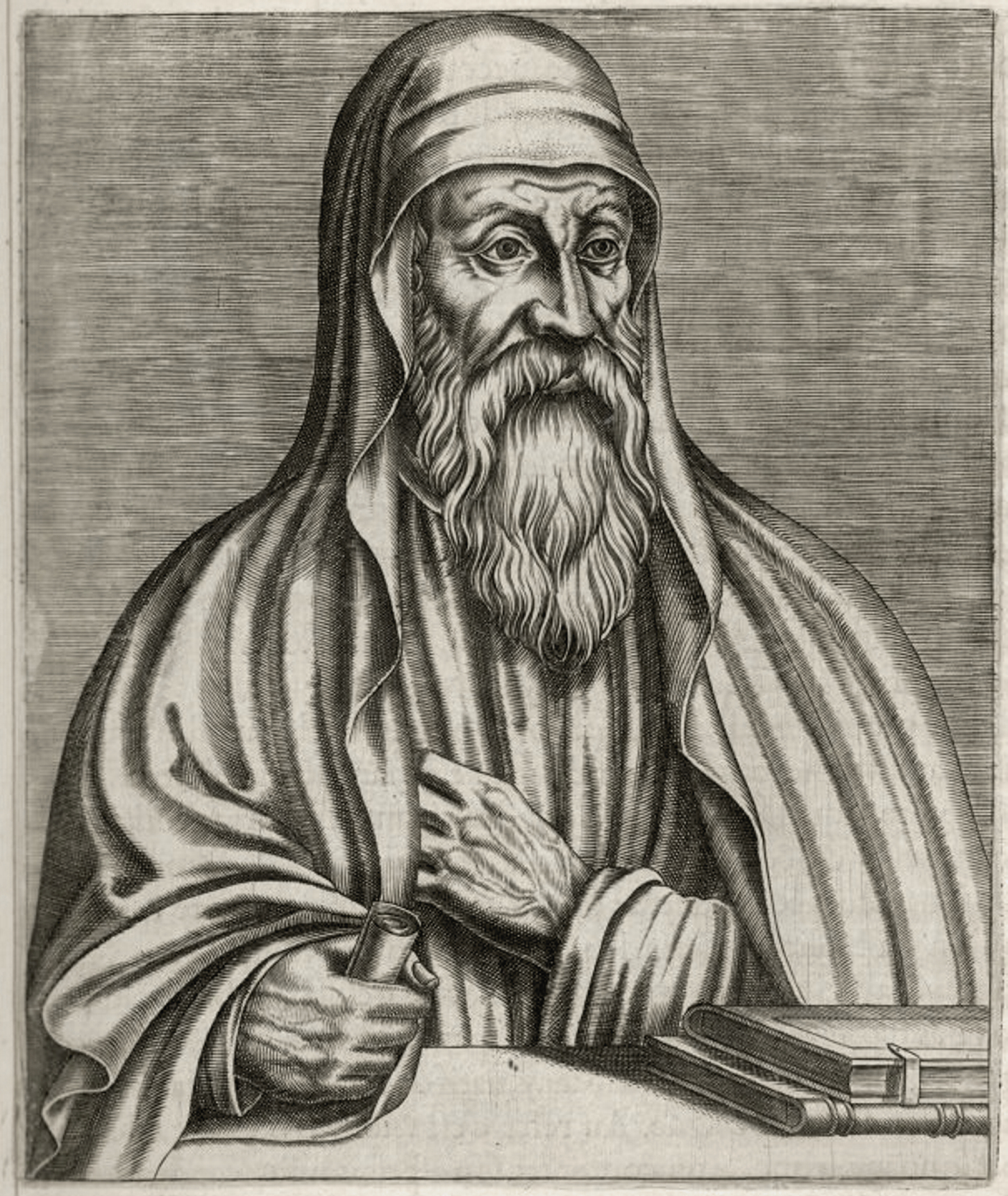
Портрет Оригена.
Именно по его сочинению потомки смогли восстановить приблизительный текст труда Цельса.
Работа неизвестного художника XVI века.
Гравюра на металле

Впрочем, Ориген в своём сочинении «Против Цельса» утверждает, что Цельс разбирает евангельскую историю с очень поверхностной критикой, безосновательно ставя под сомнение достоверность всего в ней описываемого, например, представляя воскресение Иисуса Христа — обманом, Его чудеса — какими-то волхвованиями или просто вымышленными баснями и тому подобное.
По представлению Цельса, христианство — лишь порождение презираемого им иудейства, и если в нём и существует что-либо истинное, то заимствованное только от греческих философов, как, например, основной догмат христианства о Троице, учение о которой якобы развито ещё философией Платона. Впрочем, три воплощения Бога и искупления людей Цельс не допускал вовсе, исходя из того, что как неизменяемо Божество, так и мир во всей совокупности своей жизни, с добром и злом, существует и должен существовать неизменно, в силу раз и навсегда положенных Творцом законов. Искупление человека через воплощение Божества представлялось Цельсу несообразным с неизменяемостью Творца и невозможным.
Также, кроме критики основ христианства, Цельс в своём труде старался выставить христианское общество опасным для всех общественных и политических учреждений.

## КритикаОригенав сочинении «Против Цельса»
По словам Оригена, под влиянием Цельса некоторые из христиан отреклись от своей веры. Критикуя Цельса, Ориген выписывает возражения Цельса против христианства и тут же их опровергает. Например, против утверждения Цельса о том, что воплощение Бога несообразно с Его неизменяемостью, а также неизменяемостью мира, Ориген возражает, что Бог, промышляя о мире и человеке, по своей Божественной воле устраивает жизнь мира и спасение человека, оставаясь сам неизменяемым.
Действительность воплощения Бога Слова Ориген доказывает ветхозаветными пророчествами, которые, по мнению христиан, исполнились в Иисусе Христе.
Также Ориген ссылается на историю в доказательство того, что чудеса Иисуса Христа — не волхования и не баснословные вымыслы, как утверждал Цельс, а Его воскресение — не обман.
В доказательство Божественности Лица Иисуса Христа, а также истинности Его воскресения Ориген приводит проповедь апостолов и распространение христианства, несмотря на все препятствия.